# ランチュウ

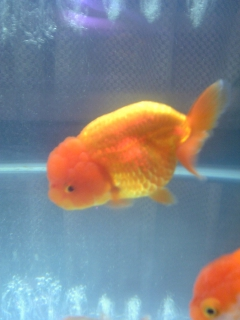
ランチュウ

ランチュウ（蘭鋳、蘭虫、卵虫）は、キンギョの一品種。背びれがなくずんぐりとした魚体、頭部の肉瘤の隆起などが特色である。

## 形態
形態的な特徴としてまず背びれがない。他の鰭も大きく広がらない。尾びれは金魚の典型である3つ尾あるいは4つ尾、サクラ尾を標準とする。生まれたときは黒いが途中で赤くなり、成体は素赤か、更紗と呼ばれる紅白の模様の物が多い<参考>。体は次第に厚みを持ち、特に頭部には肉瘤を発達させる。この肉瘤がライオンの頭部を彷彿とさせる為か、「ライオンヘッドゴールドフィッシュ（Lionhead goldfish）」の英名が付けられている。大きさ15cm。

## 歴史
「らんちゅう」に関する記録は江戸時代の『金魚養玩草』に「卵虫」とあるものが古いものである。
ワキン（和金）から品種改良され、背びれのない「マルコ」を経て現代見るような姿になったのは明治時代以降の品種改良からである。

## 明治以降の系列
明治以降に品評会の文化が発展するとともに審美眼の違いからいくつかの系列が現れた。
- 大阪らんちゅう

江戸期にランチュウとして文献や浮世絵に登場する個体群である。背びれがない丸い背中と開いた尾びれを有する。肉瘤は発達せず、花房と呼ばれる丸い粒のような瘤が左右の目の前に形成される程度である。ランチュウの体色や体型について類型化が行われたのもこの個体群においてである。しかし明治期の登場した協会系や宇野系に押され飼育数は減少。第二次世界大戦の戦災によって絶滅した。戦後に肉瘤の少ないランチュウとナンキン、トサキン、ハナフサなどを使用して復元された。
- 協会系

明治期に東京の初代石川亀吉が作出した個体群は現在のランチュウの基礎の一つである。以降、現在の品評会につながる観賞会が行われ、愛好会も結成されるようになった。全日本らんちゅう連盟（1941年設立）によって石川家は「らんちゅうの宗家」の称号を贈られた。この石川亀吉のランチュウに連なる系列を日本らんちゅう協会（1951年設立）が基準としたために「協会系」あるいは「宗家系」と呼ぶ。
この系列は、力強い体型と尾の形態の均整、泳ぎ方の美しさを重視する。
- 宇野系

同じころ京都では陶芸家宇野仁松（1864年-1937年）が趣味でランチュウを飼育し「協会系」のランチュウなどを基に彼の審美眼で選抜され、審美の基準が確立された。これの系列を「宇野系」という。
この系列は肉瘤の発達と色彩の美しさを重んじ体型の大きいものは好まれない。
「協会系」と「宇野系」は審美の基準が異なるためにまったく違うものとして扱われ品評会でも同時に並ぶことはない。大阪らんちゅうはランチュウの観賞文化の基礎を作ったが、現在のものは終戦後復元されたものであり別の品種と見なされる。またこれらの系列に以外にも、現在でも全国の生産者が独自の審美眼で「新しい美しさ」を提案した個体群を作出している。

## 飼育
一般的な飼い方は他の金魚に準ずる。1日汲み置きした水を用意して水槽の中に入れる。そして濾過装置をいれて、ポンプを入れる。洗った石や砂利を下に敷く。餌は口が下にあるため浮揚性のものではなく、沈降性のものを与える。冷凍　乾燥イトミミズ、赤虫、ミジンコでもよい。

### ランチュウ独自の飼育法
ランチュウには個体の形体、色彩、泳ぎ方を審査する「品評会」という文化があるため、愛好家は品評会で良い成績を出す個体を育成するために「親魚の選定」「繁殖」「仔引き」と呼ばれる稚魚の育成から選抜まで1年かけて行う。そのために「舟」と呼ばれる一坪程度の底の浅い水槽を使用する。
ランチュウは、ガラス水槽の登場する以前の江戸時代からの金魚の観賞する方法「上見」（池や盥を泳ぐ姿を上から観賞する）で楽しむために改良を加えられたもので「ランチュウ専用」の浅い水槽が販売されている。

## 品評会
金魚には「品評会」という文化があるが、ランチュウは特にその文化が発展している。品評会では審査対象の個体を白い洗面器に泳がせ「上見」で「形体」「色彩」「泳ぎ方」などを総合的に審査する。そして、相撲の番付のように上位5位までを「東大関」「西大関」「立行司」「東取締」「西取締」と呼び、6位以下を「第一席」「第二席」「第三席」…と順位をつける。
このような品評会は全国各地にある愛好会で開催されており、愛好会会員は品評会で上位に選ばれる優良な個体を育成するのにしのぎを削っている。